# Cyrba armillata
Cyrba armillata là một loài nhện trong họ Salticidae.
Loài này thuộc chi Cyrba. Cyrba armillata được Elizabeth Maria Gifford Peckham & George William Peckham miêu tả năm 1907.